# Ecnomus tumidus
Ecnomus tumidus is een schietmot uit de familie Ecnomidae. De soort komt voor in het Oriëntaals gebied.